# تيرينس أوبراين
تيرينس أوبراين (بالإنجليزية: Terence O'Brien)‏ هو ممثل بريطاني (وحمل سابقاً جنسية المملكة المتحدة لبريطانيا العظمى وأيرلندا)، ولد في 1887، وتوفي في 1970.

## وصلات خارجية
- تيرينس أوبراين على موقع IMDb (الإنجليزية)
- تيرينس أوبراين على موقع قاعدة بيانات الفيلم (الإنجليزية)